# Don Carlos (Schiller)
Don Carlos, infant španělský, zkráceně Don Carlos
(1787, Don Karlos, Infant von Spanien) je čtvrtá divadelní hra německého dramatika Friedricha Schillera. Hra má pět jednání a námětově vychází z historických událostí na dvoře španělského krále Filipa II. v polovině 16. století, kdy Španělsko muselo čelit revolučnímu hnutí ve svých nizozemských provinciích, jehož cílem byla nezávislost. Na tragických osudech španělského následníka trůnu Dona Carlose a jeho přítele, markýze Pozy, zobrazil Schiller nelidský feudální řád podporovaný krutou inkvizicí, kterou považoval za hanbu lidstva.

## Vznik hry
Inspirační zdroj pro hru našel Schiller v díle Don Carlos z roku 1672 od francouzského spisovatele abbého de Saint-Réal. Další podrobnosti si vyhledal v různých historických spisech a na hře začal pracovat koncem března roku 1782. První jednání vydal v jím založeném časopise Rheinische Thalia roku 1785 a druhé roku 1786. Postupně vytvořil tak rozsáhlou hru, že by to bránilo jejímu uvedení na jevišti. Když si to uvědomil, hru podstatně zkrátil, přesto má její první knižní vydání z roku 1787 v Lipsku rozsah stále ještě značný. V tom samém roce byla hra také prvně uvedena na jevišti v Hamburku.

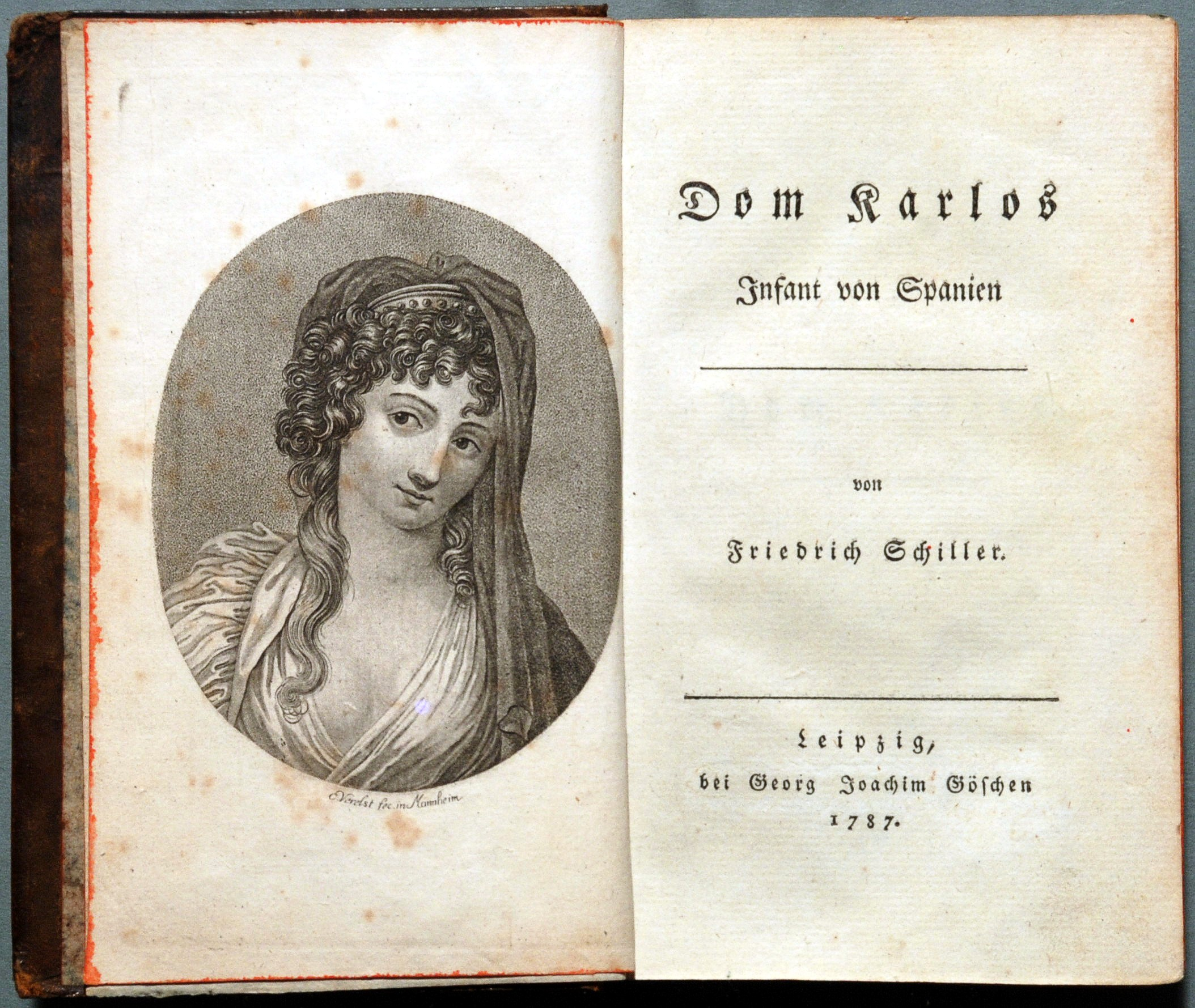
První vydání hry z roku 1787 v Lipsku

Jedná se o první veršovanou Schillerovu hru, pro kterou si autor zvolil blankvers (pětistopý jambický nerýmovaný verš), který je nepravidelně zakončen přízvučnou nebo nepřízvučnou slabikou. Kromě veršované verze vytvořil Schiller také verzi prozaickou, protože byl nespokojen s tím, jak herci na jevišti deklamují verše.
Protože se po knižním vydání hry a po jejím divadelním provedení objevily kritické hlasy zaměřené buď proti celé hře a jejím dějovým zvratům nebo proti jednotlivým postavám, napsal Schiller okamžitě dvanáct esejů, ve kterých své dílo obhajoval a vysvětloval. Tyto Listy o Donu Carlosovi (Briefe über Don Carlos) vyšly poprvé roku 1788 v časopise Christopha Martina Wielanda Der Teutsche Merkur.
Schiller se ke hře neustále vracel, upravoval ji a zkracoval, takže vydání z let 1801, 1802 a 1805 postupně dala hře dnešní podobu. Dá se tak říci, že Don Carlos je dílem, kterým se Schiller zabýval po celý svůj tvůrčí život.

## Obsah hry

### Hlavní postavy
- Filip II., král španělský.
- Alžběta z Valois, jeho manželka, španělská královna.
- Don Carlos, korunní princ.
- princezna z Eboli, královnina dvorní dáma.
- Rodrigo, markýz z Pozy, maltézský rytíř, španělský grand a přítel Dona Carlose.
- vévoda z Alby, španělský grand.
- hrabě z Lermy, španělský grand, velitel královy tělesné stráže.
- Domingo, králův zpovědník.
- nejvyšší inkvizitor království.

### Děj hry

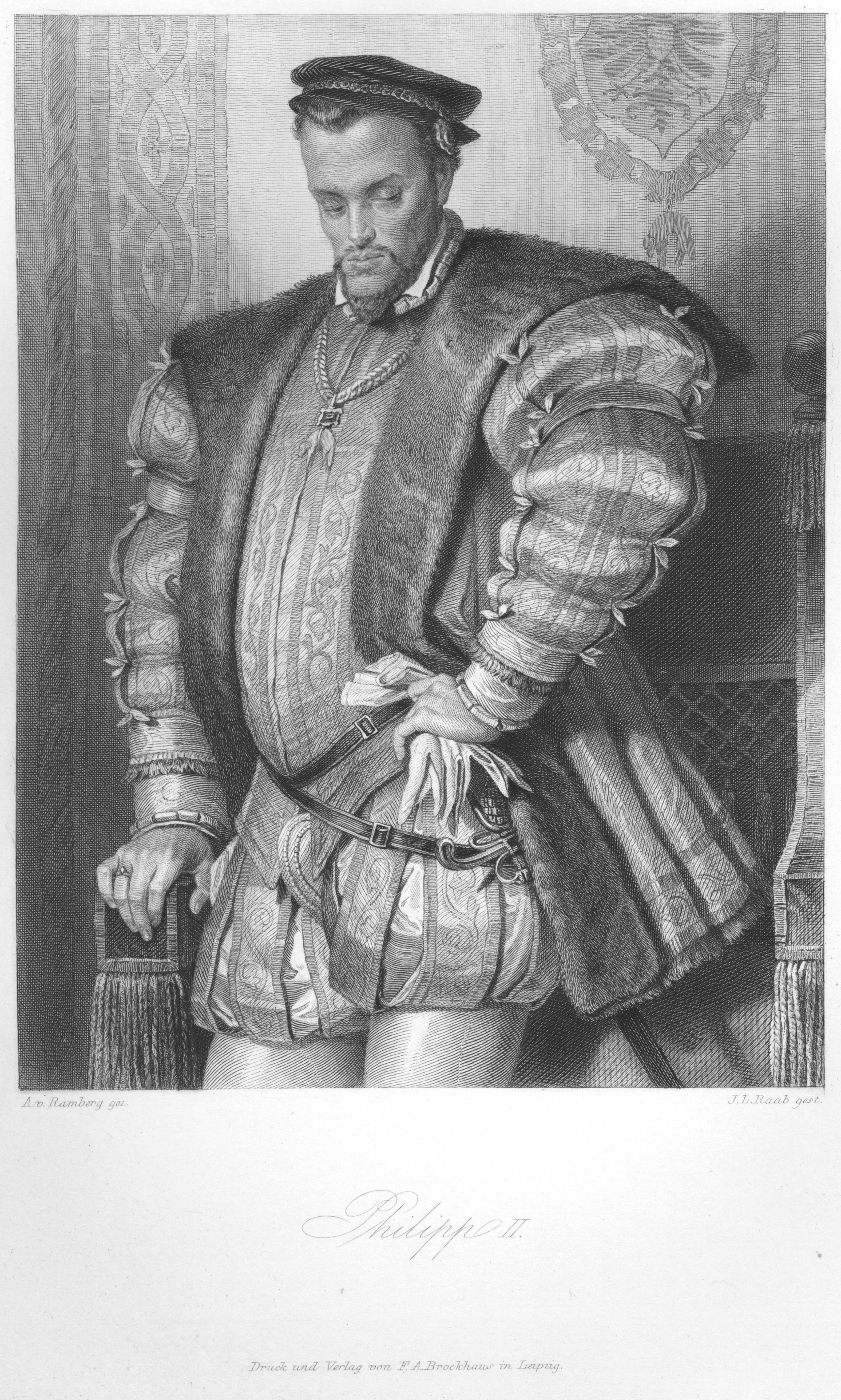
Král Filip II.

Hra začíná v letním královském paláci v Aranjuezu. Chování dona Carlose, za kterým se skrývá zášť k jeho otci, znepokojuje králova zpovědníka Dominga. Carlose nečekaně navštíví jeho přítel z dětství, Rodrigo, markýz z Pozy. Přijel z Bruselu, kde se stal poslancem za nizozemské provincie a chce Carlose přesvědčit, aby se vrátil do Madridu, získal od otce funkci guvernéra provincie Flandry, dal protestantským Nizozemcům, kteří se bouří proti katolické španělské okupační moci, více svobody a mírovou cestou urovnal konflikt.
Carlos však už nechce mít nic společného s politickými sny svého mládí a zoufale říká svému příteli, že stále miluje Alžbětu z Valois, svou bývalou snoubenku, která se musela ze státních důvodů stát manželkou jeho otce a stala se tak Carlosovou nevlastní matkou. Vysvětluje mu, že přísná dvorská etiketa na jedné straně a podezřívavost a žárlivost krále na straně druhé mu až dosud nedovolily mluvit s královnou v soukromí. Poza, který zná královnu s Francie, Carlosovi slíbí, že se pokusí sjednat mu s ní schůzku.
Na schůzce Carlos vyzná své nevlastní matce lásku. Alžběta je však zděšena Carlosovým vášnivým vyznáním. Řekne mu, že respektuje Filipa jako člověka, a zdůrazňuje svůj smysl pro povinnost a odpovědnost za španělský lid. Rezolutně odmítá Carlosovy návrhy a nabádá ho, aby se již nevěnoval lásce k ní a místo toho miloval svou vlast

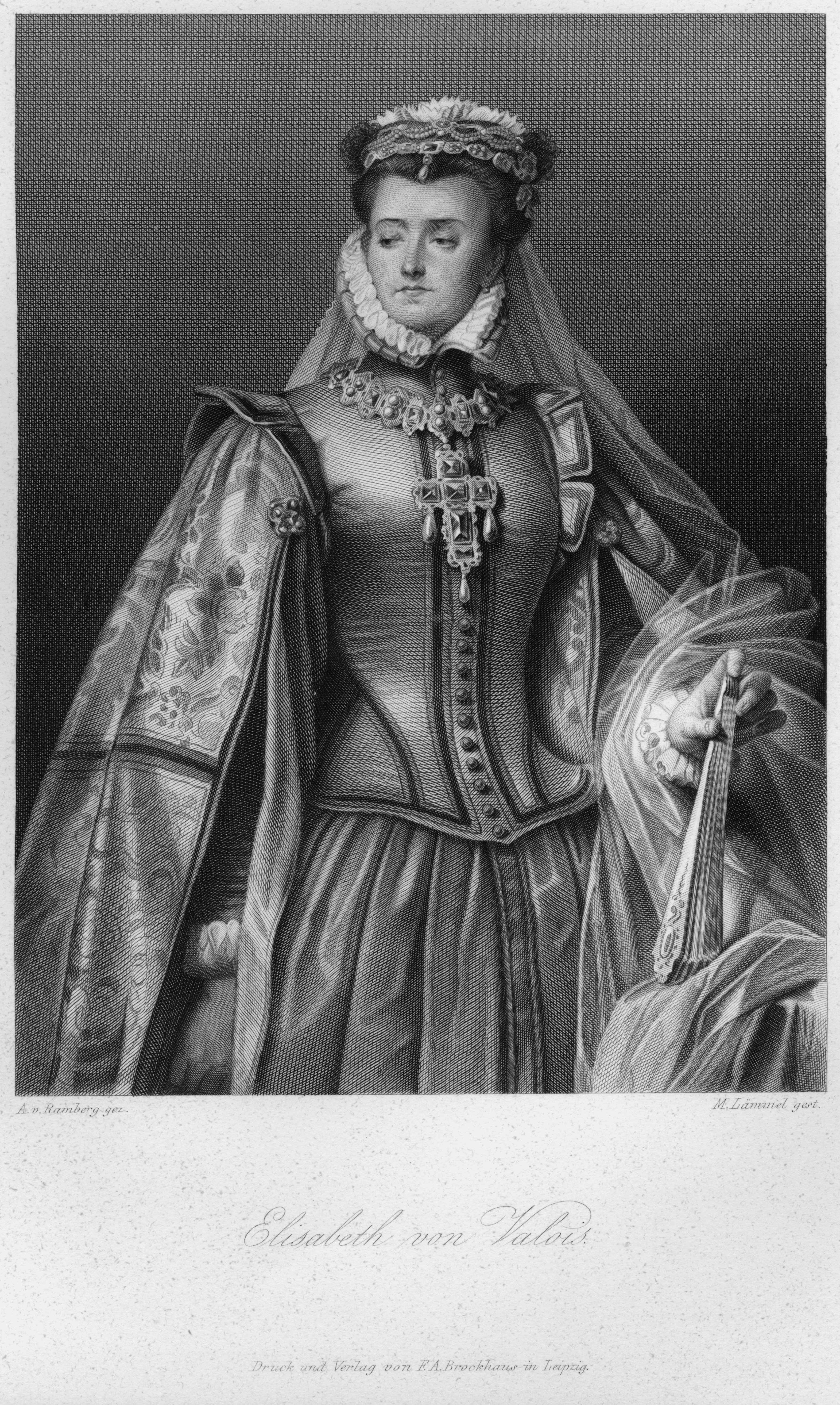
Královna Alžběta z Valois

Po návratu do Madridu Carlos, který chce vyhovět Pozovi, žádá krále, aby jej jmenoval guvernér ve Flandrech, a nabízí mu usmíření. Král Filip však Carlosovi nevěří a jeho nabídku na usmíření odmítá. Považuje jej za příliš lehkomyslného, měkkého, až zbabělého a jako guvernéra jmenuje podle svého názoru zkušenějšího vévodu z Alby-
Po odchodu od krále dostane Carlos dopis od anonymní dámy, která by ho ráda viděla. Carlos je přesvědčen, že je od královny a spěchá na místo schůzky. Setká se však s vévodou z Alby, kterého za ním poslal král, aby se usmířili. Carlos se snaží vévody co nejrychleji zbavit a urazí jej. Dojde k souboji, který přeruší sama královna. Vévoda z Alby a otec Domingo si přitom všimli zvláštního Carlosova chování.

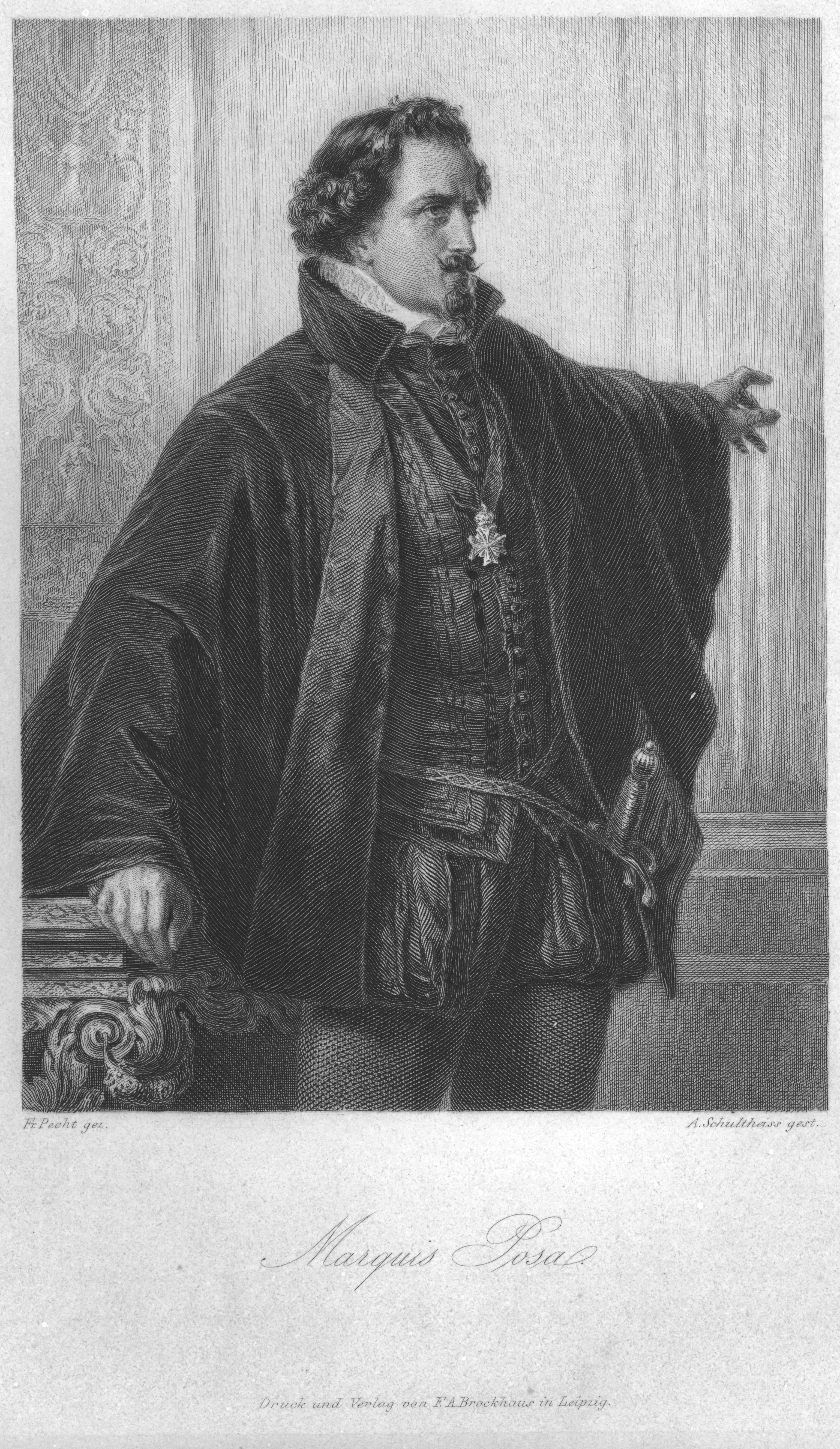
Markýz z Pozy

Carlos spěchá do vzdáleného kabinetu hradu, kde však namísto královny najde princeznu Eboli, skutečnou autorku dopisu. Ta chybně odhadla skutečnou situaci a v domnění, že jí Carlos miluje, mu vyzná lásku. Ukáže mu také dopis od krále, ze kterého plyne, že se má stát královou milenkou. Carlos je jejím příběhem dojat, ale nabízí jí pouze své přátelství, Přizná se jí, že miluje jinou ženu a vezme si králův kompromitující dopis s úmyslem odnést ho královně. Markýz Poza mu v tom zabrání a připomíná mu jeho dřívější ideály a politické cíle.
Princezna Eboli začíná tušit, kdo se za Carlosovou láskou skrývá. Ze žárlivosti a kvůli jejímu odmítnutí se chce Carlosovi a královně pomstít. Mezitím se vévoda z Alby a otec Domingo spojí proti Carlosovi a přesvědčí princeznu Eboli, aby ukradla Carlosovy dopisy královně a předala je králi. Pravost dopisů králi potvrdí vévoda z Alby a otec Domingo se snaží krále přesvědčit, že skutečným otcem jeho dcery je Carlos.

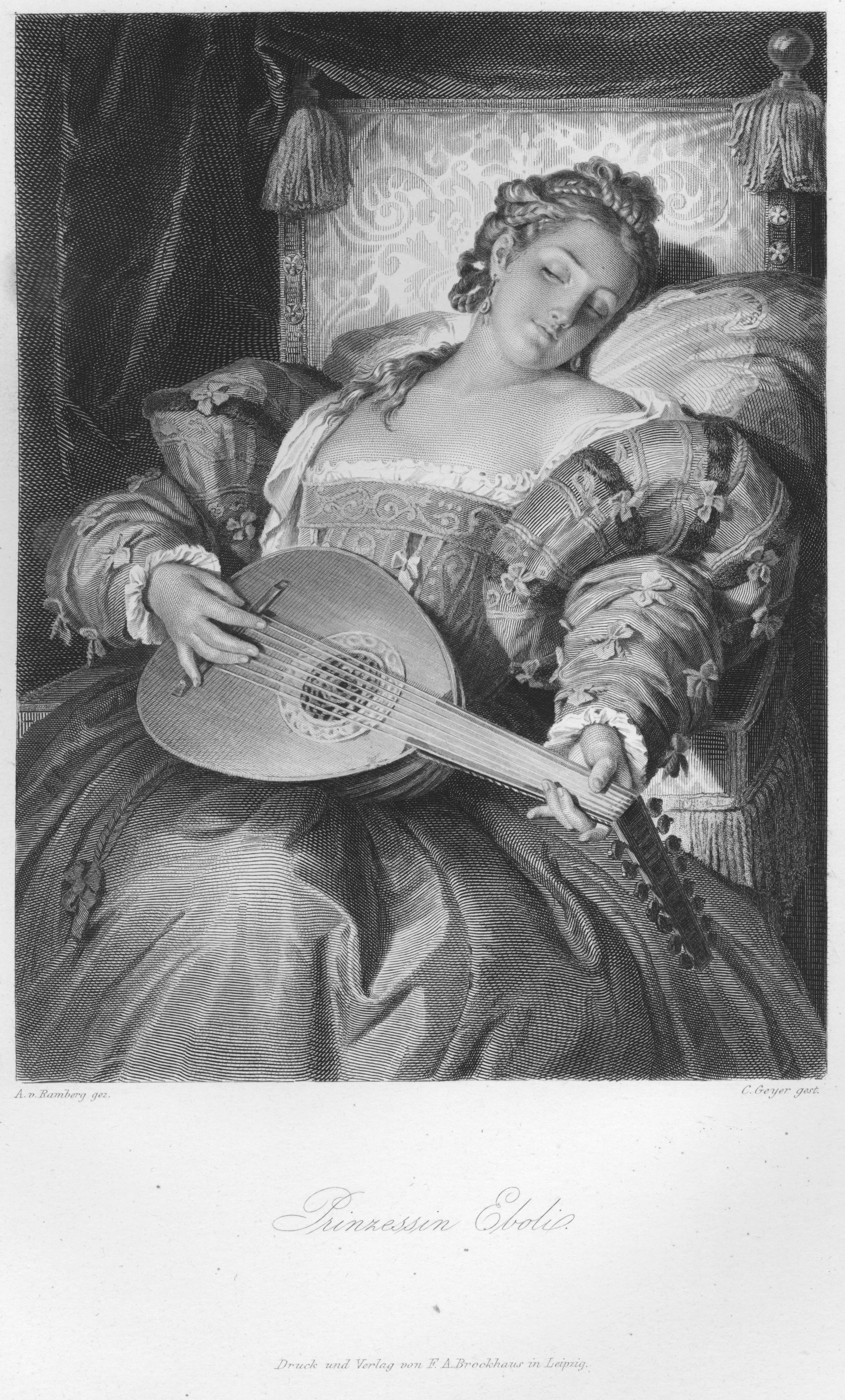
Princezna Eboli

Král se rozhodne, že ustanoví soud a pokud se potvrdí pravost obvinění, nechá královnu i Carlose popravit. Protože však vidí za činy Alby a Dominga intriku a ví, že je obklopen jen zbabělými dvořany, hledá ve svých poznámkách spolehlivého muže, kterému by mohl věřit. Narazí na jméno markýze Pozy a povolá jej k sobě. Poza odmítá vstoupit do jeho služeb a říká mu, že svět považuje krále za boha, který musí vzbuzovat strach. Poza však po králi naléhavě žádá lidskost a prosí jej, aby dal svobodu myšlení svému lidu. Král je dojat jeho upřímností a přesvědčen o jeho ctnostech mu svěří úlohu zkoumat srdce královny Alžběty a chování dona Carlose, aniž by tušil, že Carlos a markýz jsou blízcí přátelé. Přikáže veliteli své tělesné stráže, hraběti Lermovi, že markýz má k němu neomezený přístup. Prohlásí, že markýz na něj udělal dojem svým charakterem, a je si jistý, že konečně našel věrného a moudrého služebníka.
Zatímco se královna marně snaží zjistit, kdo jí ukradl Carlosovy dopisy, je ohlášen markýz Poza. Ten jí seznámí se svým plánem, jak zachránit Carlose a zároveň pomoci nizozemským provinciím ze španělského područí: Carlos musí odjet navzdory královu zákazu do Bruselu a vyvolat ve Flandrech povstání. Prosí královnu, aby o tom Carlose přesvědčila. Doručí její dopis Carlosovi a žádá po něm jeho důvěrné dopisy včetně dopisů od Eboli a od Alžběty včetně těch, které mu psala předtím, než se provdala za krále. Jako důvod uvádí, že je u něj nikdo hledat nebude. Carlos, který se od hraběte Lermy dozvěděl, že se Poza stal blízkým služebníkem jeho otce, je znepokojený, ale uposlechne.

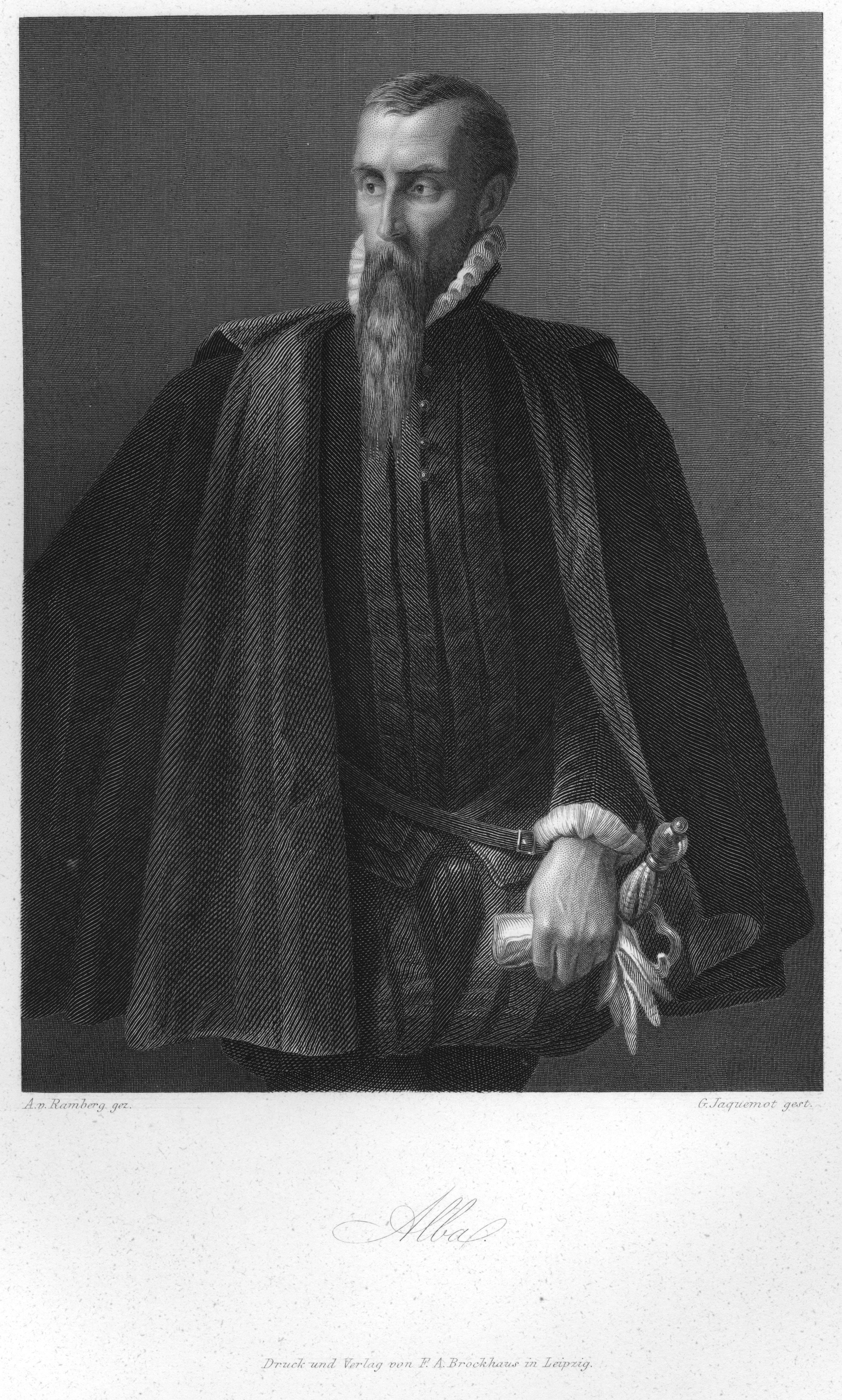
Vévoda z Alby

Královna chce králi oznámit, že jí byly odcizeny Carlosovy dopisy. Král, který o nich ví, je zběsile žárlivý a zuří. Královna omdlí a proslýchá se, že za krev stékající po její tváři může král, ačkoliv se škrábla při pádu na zem. Král se rozzlobí na Albu a Dominga, kteří mu o svých podezřeních neposkytli žádné důkazy. Přichází markýz Poza a předkládá králi dopis od princezny Eboli, což krále utvrdí v tom, že Alba s Domingem připravili intriku. Poza také králi oznámí, že královna má své politické představy týkající se svobody Flander a že o nich přesvědčila Carlose. Král mu pak vystaví na Carlose tajný zatykač, aby jej v případě nutnosti použil.
Hrabě z Lermy informuje Carlose o tom, že Poza dal králi dopisy, které mu Carlos svěřil. Carlos začíná pochybovat o Pozových úmyslech a má obavy o královnu, kterou chce varovat. Poza se obává, že by se král mohl dozvědět o jejich dalším setkání a Carlose zatkne, aby k němu nedošlo. Princezna Eboli, která je toho svědkem, si vše dává za vinu a přizná se královně, že její dopisy ukradla ona, protože se jí chtěla pomstít jako sokyni. Královna jí to chce odpustit, ale když se od Eboli ještě dozví, že jí král svedl, potrestá ji tím, že jí pošle do kláštera.
Markýz Poza si uvědomí, že Carlos může být krutě potrestán za spiknutí. Jeho přesvědčení stavět mír ve Flandrech nad život svého nejlepšího přítele a dokonce i nad svůj vlastní je zvikláno. Navštíví proto královnu a oznámí jí, že vezme všechnu vinu na sebe a obětuje se pro přítele. Připraví jeho útěk a prosí královnu, aby Carlosovi připomněla jeho přísahu z mládí, že vytvoří stát svobody. Ve stejné době dostává král dopis markýze Pozy, který poslal poštou do Bruselu a který obsahuje plán na vypuknutí revoluce. Tímto dopisem Poza chce odpoutat pozornost od Carlose, protože je přesvědčen, že dopis na poště ovládané korunou bude nalezen. Alba použije všechny své řečnické prostředky, aby přiměl krále zasáhnout proti Pozovi i Carlosovi a oznamuje otci Domingovi, že zvítězili.
Poza navštíví Carlose ve vězení a vysvětlí mu, že jej zatknul, aby jej chránil, Vrací mu jeho důvěrné dopisy, které králi neukázal a Carlos pochopí, že jej Poza neobětoval svému snu o svobodných Flandrech a usmíří se s ním. Přichází vévoda z Alby a prohlašuje Carlose za svobodného, Carlos posílá Albu pryč, protože chce být osvobozen osobně králem. Alba odejde se vzkazem králi a Poza Carlosovi odhalí svůj nový plán obětovat se za přítele. Carlos ví, že král Pozovi jeho zdánlivou zradu neodpustí a nechá jej zavraždit. Krátce na to zazní výstřel a Poza klesá smrtelně raněn k zemi. Přichází král, hořce zklamaný Pozovou zradou, osvobodit svého syna. Ten ho ale obviní z vraždy a řekne mu o svém přátelství s markýzem.
Královna mezitím podnítí povstání obyvatel Madridu, kteří chtějí Carlose osvobodit. Carlos má vzniklých zmatků využít k útěku do Bruselu a povstat proti svému otci. Královna chce ještě s Carlosem mluvit. Aby se Carlos dostal do jejích komnat, má se převléknout za ducha svého dědečka, o kterém kolují pověsti, že se v podobě mnicha prochází o půlnoci hradem. Plán na Carlosův útěk a na povstání je ale prozrazen. Krále navštíví nejvyšší inkvizitor království, vysvětlí mu, že jeho myšlenky na záchranu syna jsou slabostí, a doporučí mu obětovat jej, aby obnovil svou moc. Ve skutečnosti se inkvizitor snaží znovu získat moc na královském dvoře.
Carlos převlečen za ducha se skutečně dostane do královniných komnat, aby se rozloučil s královnou. Během jejich loučení se objeví král a předá Carlose soudu inkvizice. Jeho tragický osud je tak předurčen a intriky Dominga a Alby dosáhnou smrtícího vítězství.

## Adaptace

### Hudba

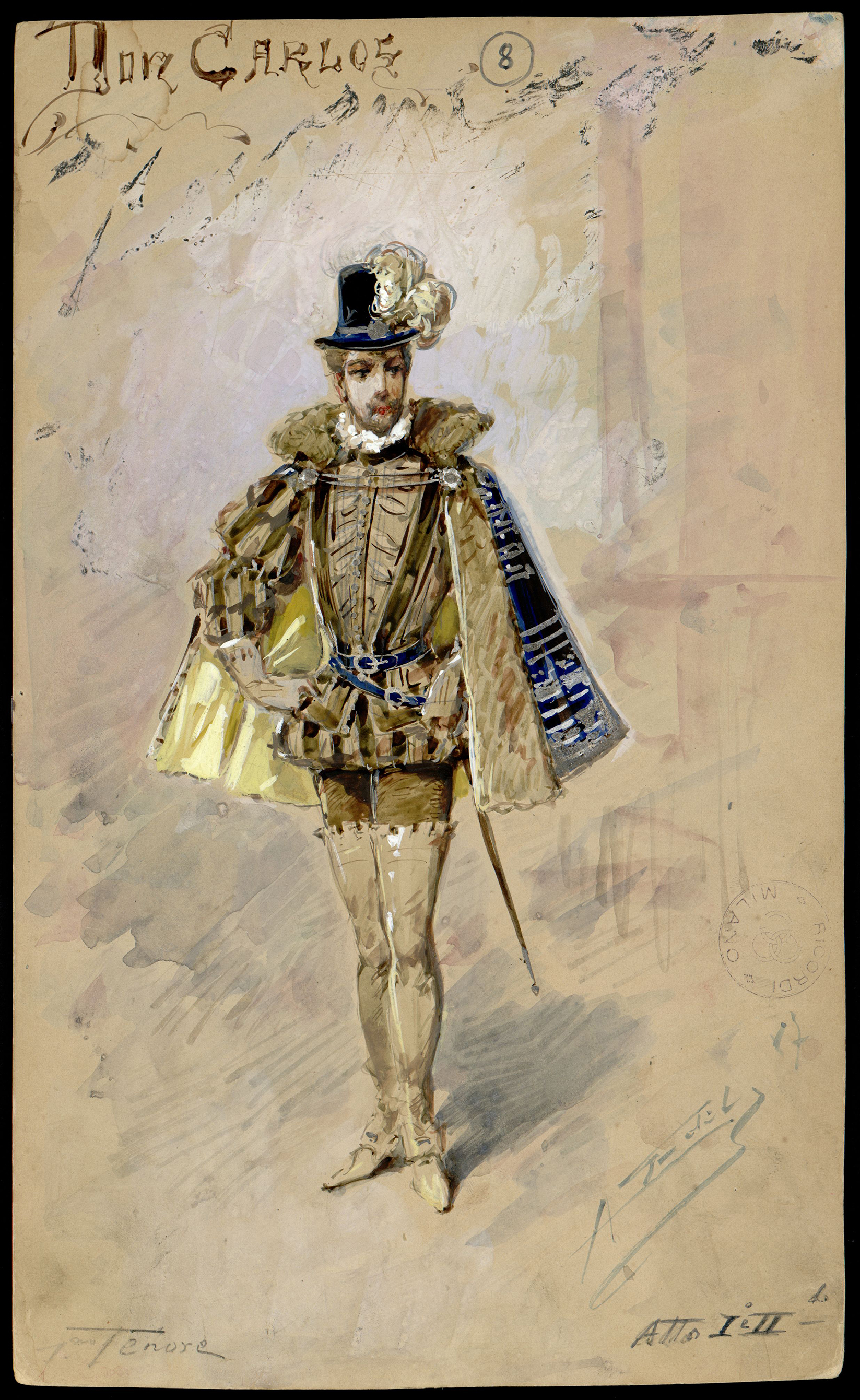
Návrh kostýmu Dona Carlose od Alfreda Edela

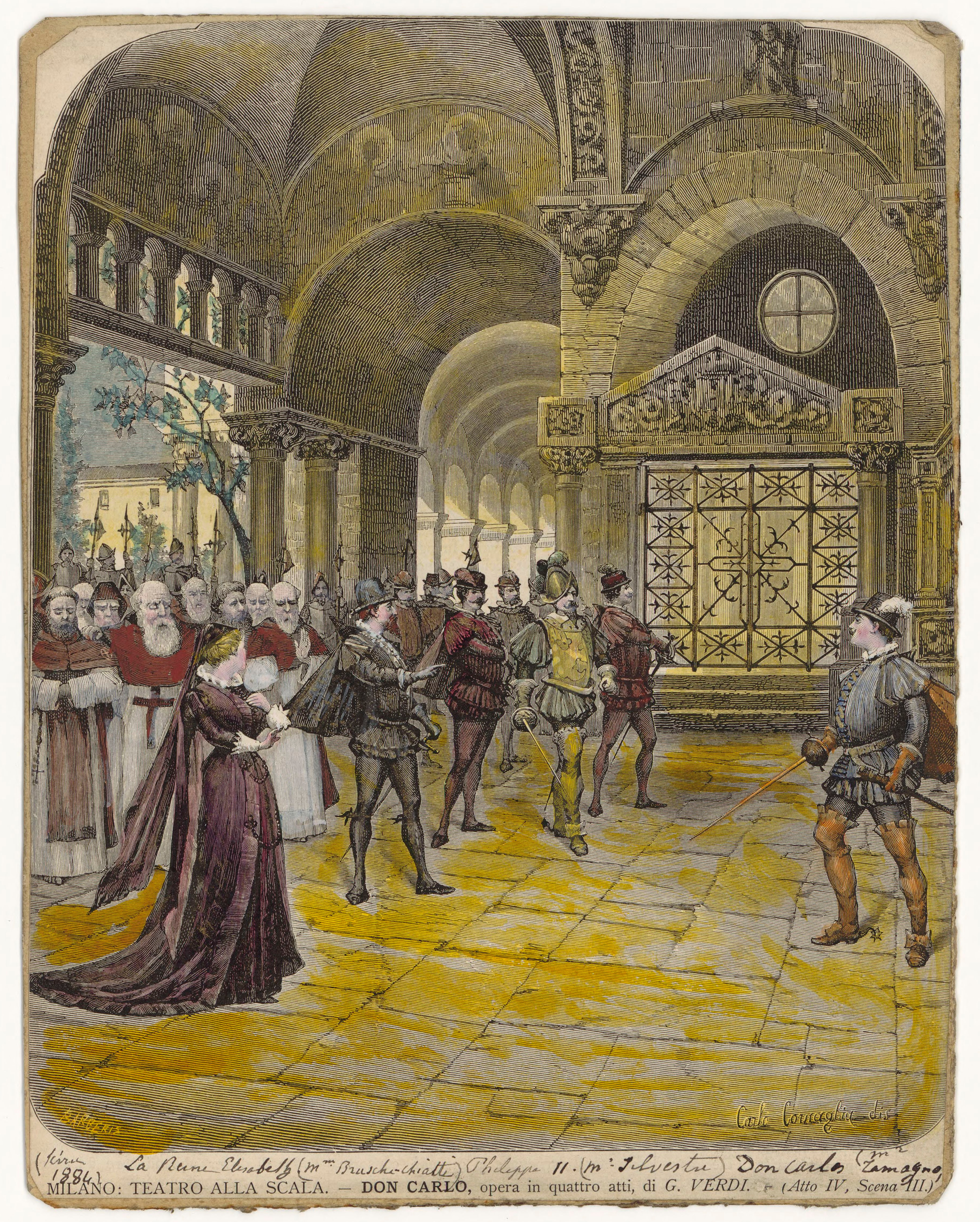
Scéna z opery Giuseppe Verdiho Don Carlos uvedené roku 1884 v Teatro alla Scala

- Don Carlos (1844), opera italského skladatele Michaela Costy, libreto Leopoldo Tarantini.[6]
- Don Carlo (1847), opera italského skladatele Pasquala Bony, libreto Giorgio Giacchetti.[7]
- Elisabetta di Valois (1850), opera italského skladatele Antonia Buzzolly, libreto Francesco Maria Piave.[8]
- Don Carlos, infante di Spagna (1862), opera italského skladatele Vincenza Moscuzzy, libreto Leopoldo Tarantini.[9]
- Don Carlos (1867), opera italského skladatele Giuseppe Verdiho, libreto k původní francouzské verzi opery napsali Joseph Méry a Camille du Locle, do italštiny přeložil Achille de Lauzières.[10]

### Film a televize
- Don Carlos (1921), italský němý film, režie Giulio Antamoro.
- Don Carlos (1950), americký televizní záznam opery Giuseppe Verdiho z Metropolitní opery, režie A. Burke Crotty.
- Don Carlos (1957), západoněmecký televizní film, režie Fritz Umgelter.
- Don Carlos (1957), francouzský televizní film, režie Pierre Viallet.
- Don Carlos (1960), rakouský film, režie Alfred Stöger.
- Don Carlos, Infant von Spanien (1963), západoněmecký televizní film, režie Franz Peter Wirth.
- Don Carlos (1967), norský televizní film, režie Per Bronken.
- Don Carlos (1984), západoněmecký televizní film, režie Franz Peter Wirth.
- Don Carlos (1985), britský televizní záznam opery Giuseppe Verdiho z Royal Opera House, režie Brian Large.
- Don Carlos (1986), západoněmecký televizní záznam opery Giuseppe Verdiho z Großes Festspielhaus, režie Herbert von Karajan.
- Don Carlos (1986), slovenský dvoudílný televizní film, režie Vladimír Strnisko.
- Don Carlos (1992), italský televizní záznam opery Giuseppe Verdiho z Teatro alla Scala, režie Franco Zeffirelli.
- Don Carlos (1998), francouzský televizní film, režie Yves-André Hubert.
- Don Carlos, Infant von Spanien (2005), německý televizní film, režie Peter Schönhofer.
- Don Carlos (2017), francouzský televizní záznam opery Giuseppe Verdiho z Národní pařížské opery, režie Stéphane Metge.
- Don Carlos (2020), video záznam opery Giuseppe Verdiho z Vídeňské státní opery, režie Dominik Kepczynski.[11]

## Česká vydání a inscenace (výběr)
- Don Carlos, infant španělský, Telč: Emil Šolc 1908, přeložil Alois Tvrdek.
- Don Carlos, inscenace Národního divadla v Praze, premiéra 30. května 1922, přeložil Alois Tvrdek, režie Vojta Novák, v titulní roli Bedřich Karen.[12]
- Don Carlos, infant španělský, Praha: ČLDJ 1954, přeložil Valter Feldstein.
- Don Carlos, inscenace Krajského oblastního divadla v Olomouci, premiéra 27. února 1954, přeložil Rudolf Walter, režie Karel Jernek, v titulní roli Zdeněk Dřevojánek (alternace) ~ Karel Jernek (alternace).[13]
- Don Carlos. inscenace pražského Ústředního divadla československé armády, premiéra 6. dubna 1955, přeložil Valter Feldstein, režie Jan Škoda, v titulní roli Stanislav Remunda.[14]
- Don Carlos, infant španělský, Praha: Orbis 1955, přeložil Valter Feldstein.
- Don Carlos, infant španělský, in Loupežníci; Fiesco; Úklady a láska; Don Carlos, Praha: SNKLHU 1959, přeložili Valter Feldstein.
- Don Carlos, inscenace Slezského divadla v Opavě, premiéra 18. března 1962, přeložil Valter Feldstein, režie Stanislav Vyskočil, v titulní roli Drahomír Ožana.[15]
- Don Carlos, inscenace Divadla bratří Mrštíků v Brně, premiéra 12. dubna 1969, přeložil Václav Renč, režie Milan Pásek, v titulní roli Miloš Jahoda (alternace)~ Jaroslav Kuneš (alternace).[16]
- Don Carlos, inscenace Divadla Josefa Kajetána Tyla v Plzni, premiéra 1. dubna 1978, přeložil Valter Feldstei, režie Oto Ševčík, v titulní roli Pavel Pavlovský.[17]
- Don Carlos, infant španělský, Praha: Dilia 1987, přeložil Ludvík Kundera.
- Don Carlos, inscenace Moravského divadla v Olomouci, premiéra 25. září 1994, přeložil Václav Renč, režie Ivan Balaďa, v titulní roli Dušan Urban.[18]
- Don Carlos, inscenace Národního divadla v Brně, premiéra 17. dubna 2003, přeložil Ludvík Kundera, režie Zbyněk Srba, v titulní roli Petr Bláha.[19]